# Leverchirurgie

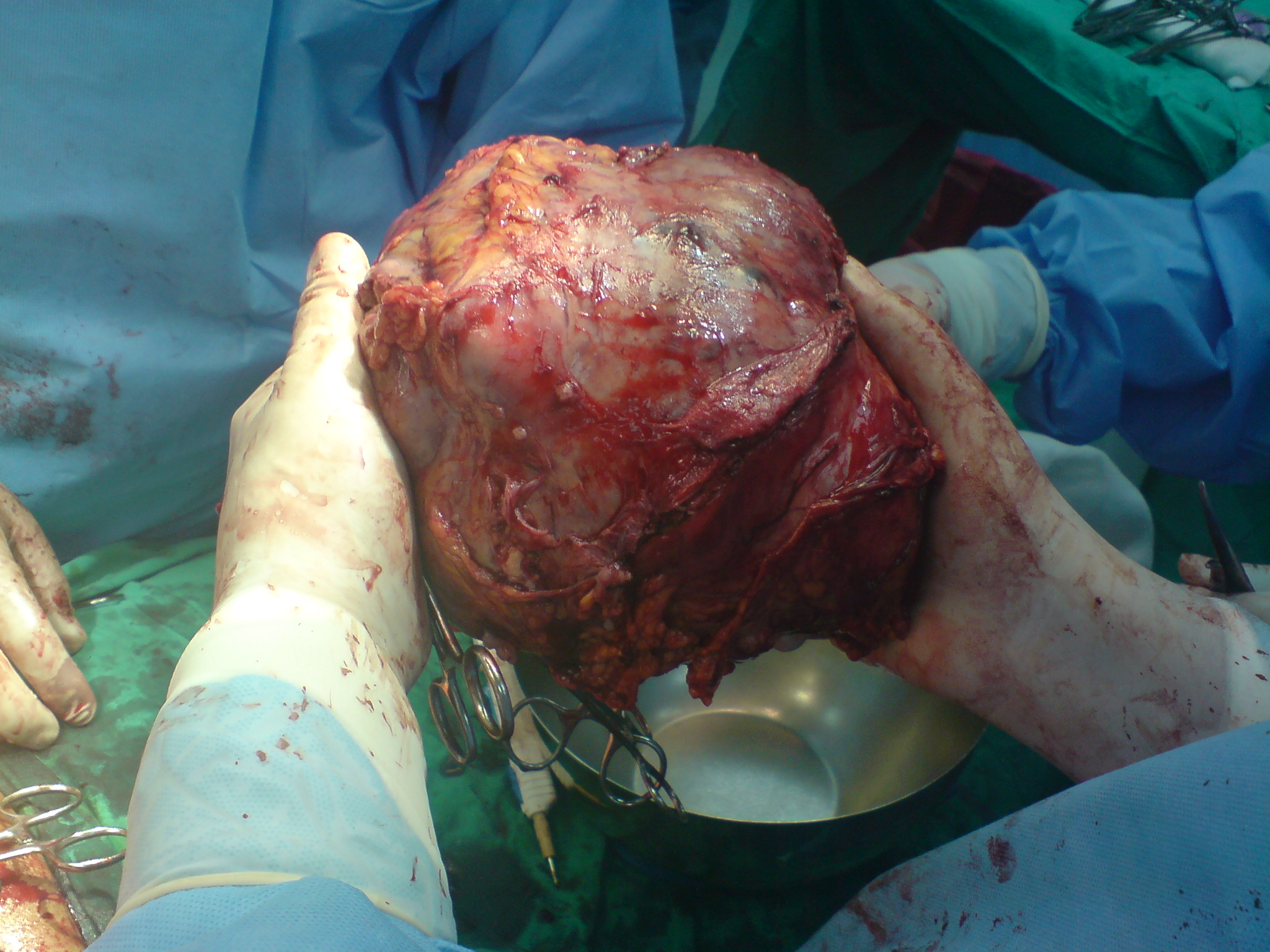
Een grote tumor uit de linker leverlap

Leverchirurgie is de tak van de heelkunde die zich bezighoudt met operaties aan de lever. Het maakt deel uit van de hepatopankreatobiliäre chirurgie, wat weer een deel is van de gastrointestinale chirurgie. 

## Operaties
Binnen de leverchirurgie worden ingrepen van verschillende grootte uitgevoerd:
- Levertransplantaties
- Leverresecties
- ALPPS (Associating Liver Partition and Portal vein Ligation for Staged hepatectomy): een methode waarmee door het insnijden van weefsel in het midden van de lever en het afbinden van een poortadertwijg een weefselgroei aan de andere zijde bewerkstelligd wordt
- Metastasectomiën (verwijdering van metastasen)
- Uitschaling van echinococcuscysten
- Openen van eenvoudige cysten en abscessen

## Ziektebeelden
Tot de leverziektes die operatief behandeld kunnen worden, behoren goedaardige en kwaadaardige aandoeningen:

### Goedaardig
- Grote cysten
- Adenomen
- Focale nodulaire hyperplasiën
- Poortaderhypertonie
- Leverruptuur
- Galstenen binnen de lever
- Abcessen

### Kwaadaardig
- Hepatocellulair carcinoom
- Cholangiocellulair carcinoom
- Metastasen

## Toegang
Leveroperaties werden traditioneel via een grote incisie in de bovenbuik uitgevoerd. Veel ingrepen kunnen tegenwoordig ook middels een laparoscopie of zelfs met robotchirurgie uitgevoerd worden, vooral als het om kleinere laesies, laesies in de linker leverlap of aan de ventrale en caudale zijde van de lever gaat.

## Ablatieve technieken
Naast de operatieve verwijdering van weefsel bestaat ook de mogelijkheid om vooral kleinere laesies te vernietigen door bevriezing (cryotherapie), verhitting (thermoablatie) of door applicatie van microgolven. 

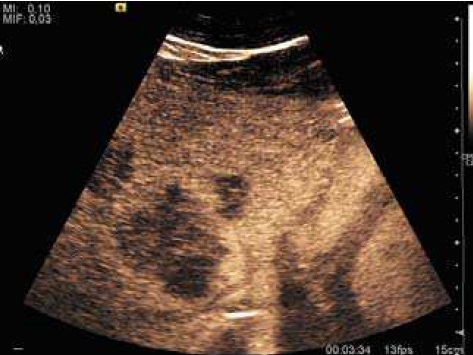
Met contrastmiddel versterkte echografie van dikke-darmmetastasen (de donkere vlekken links)

## Beeldgeving
Door de complexe opbouw van de lever is voor een operatiestrategie een nauwkeurige beeldgeving essentieel. Hiertoe behoren computertomografie, Positronemissietomografie, kernspintomografie (MRI) en de echografie. Vooral de echografie is voor chirurgen van groot belang, omdat deze onderzoeking ook tijdens de operatie voor het identificeren van vaatstructuren en tumorbegrenzingen ingezet wordt.